# آپولون بلودر
آپولون بلودر یا آپولو بلودر، یک تندیس مرمرین رومی است که آپولون (یکی از دوازده ایزد المپ‌نشین در افسانه‌های یونان) را، پس از تیراندازی با کمان خود، نشان می‌دهد. گفته می‌شود که این تندیس رومی، که در یکی از موزه‌های واتیکان نگهداری می‌شود، برگرفته شده‌است از یک تندیس برنز هلنیستیک از لئوخارس، تندیس‌ساز دوران کلاسیک یونان.
این نمونهٔ رومی، در دوران امپراطوری هادریانوس ساخته شد. نئوکلاسیست‌ها، از میان سدهٔ پانزدهم میلادی و پیش از یافتن تندیس‌های پرستشگاه پارتنون و تندیس‌های دوران آرکائیک یونان، آپولون بلودر را برجسته‌ترین تندیس کلاسیک و یک الگوی هنری می‌دانستند.وینکلمن از نخستین مورخان هنر و هنر شناس نامدار آلمانی که بنیان گذار تاریخ هنر مدرن و باستان شناس قرن ۱۸ میلادی محسوب میشود پیکره ی مرمرین آپولوی بلودر را بیان متعالی هنر یونانی میشناخت و اعتقاد داشت که بیماران یک دنیای رو به زوال فقط میتوانند با بازگشت به زیبایی و انضباط صوری هنر یونان درمان شوند ."